# Nina Flowers
Jorge Luis Flores Sanchez, más conocida como Nina Flowers, es una drag queen, DJ, activista, maquilladora profesional y personalidad de televisión puertorriqueña que ha estado actuando desde 1993.

## Carrera artística
Comenzó su carrera como DJ en 1989, donde se convirtió en DJ residente en Krash Klub Kafe, uno de los clubes más prestigiosos del Caribe.[cita requerida] Comenzó su carrera profesional en marzo de 1993 mientras estudiaba para convertirse en una maquilladora profesional. En 1999, ganó los concursos Miss Puerto Rico Continental y Miss City Lights Continental.
En 2009 participó en la primera temporada de RuPaul's Drag Race, quedando en segundo lugar.

## Vida personal
Flowers y su esposo, Antonio Purcell residen en Denver, Colorado, desde 2009.
El 29 de mayo de 2009, el alcalde de Denver, John Hickenlooper, proclamó el "Nina Flowers Day" en reconocimiento a las contribuciones de Flowers a la Comunidad LGBT.